# هارون برزل
هارون برزل (انگلیسی: Aaron Berzel؛ زادهٔ ۲۹ مهٔ ۱۹۹۲) بازیکن فوتبال اهل آلمان است.
از باشگاه‌هایی که در آن بازی کرده‌است می‌توان به باشگاه فوتبال مونیخ ۱۸۶۰، باشگاه فوتبال دارمشتات ۹۸، و باشگاه فوتبال هولشتاین کیل اشاره کرد.